# Vaccinium pallidum
Vaccinium pallidum (englisch hillside blueberry, Blue Ridge blueberry, late lowbush blueberry, early lowbush blueberry) ist eine Pflanzenart aus der Familie der Heidekrautgewächse. Sie ist in Zentral-Kanada (Ontario) und den zentralen und östlichen Vereinigten Staaten (von Maine westwärts bis Wisconsin und südwärts bis Georgia und Louisiana) sowie außerdem in den Ozarks von Missouri, Arkansas, dem südöstlichen Kansas und dem östlichen Oklahoma beheimatet. Von der TNC wird die Art als ungefährdet („G5“) eingestuft.

## Beschreibung
Vaccinium pallidum ist ein laubabwerfender, aufrechter Strauch. Er erreicht normalerweise 23 … 51 cm Höhe, kann jedoch abhängig von den Umweltbedingungen zwischen 8 und 100 Zentimetern erreichen. Seine Bestände sind in der Regel aus dem Rhizom sprossende Kolonien von Klonen. Der Strauch hat eine grünlich-braune bis rote Rinde, die kleineren Zweige können grün, rötlich, gelblich oder grau sein. Die wechselständigen Blätter sind gleichfalls variabel. Sie sind im Allgemeinen grob oval und 2 … 6 cm lang. Sie sind grün bis gelblich oder bläulich gefärbt und werden im Herbst rot. Die Blüten sind zylindrisch, glocken- oder urnenförmig und stehen in Trauben von bis zu elf beieinander. Sie sind weiß bis lila oder grünlich, oder „grünlich weiß mit violetten Streifen“, und etwa einen halben bis einen Zentimeter lang. Sie werden von Bienen (Hummeln und der Sandbiene Andrena carlini) bestäubt. Die Frucht ist eine Beere von bis zu 1,2 Zentimetern Länge. Sie ist blau bis leuchtend schwarz mit wachsartigem Überzug oder (selten) rein weiß. Sie enthält mehrere Samen, von denen einige generell nicht vital sind. Die Pflanze vermehrt sich sexuell oder vegetativ durch sprossende Rhizome.

## Ökologie und Verbreitung
Vaccinium pallidum wächst in vielen Biotoptypen, so in Eichen- und Kastanienwäldern, Ahorn-dominierten Brüchen, Kiefernheiden und -Savannen und einer Vielzahl von Forst-Typen. Die Art gehört zum Unterholz solcher Baumarten wie Rot-Eiche (Quercus rubra), Färber-Eiche (Quercus velutina), Amerikanischer Weiß-Eiche (Quercus alba), Quercus stellata (englisch post oak), Kastanien-Eiche (Quercus montana), Schwarz-Eiche (Quercus marilandica), Pinus virginiana (englisch Virginia pine), Fichtenkiefer (Pinus echinata), Pech-Kiefer (Pinus rigida), Weihrauch-Kiefer (Pinus taeda), Sumpf-Kiefer (Pinus palustris), Banks-Kiefer (Pinus banksiana), Kanadischer Hemlocktanne (Tsuga canadensis), Rot-Ahorn (Acer rubrum) und Spätblühender Traubenkirsche (Prunus serotina).
Vaccinium pallidum kommt häufig auf gestörten Flächen wie Straßenrändern und aufgelassenen Feldern vor. Sie ist auch Bestandteil von Eichen-Urwäldern im Klimaxstadium im Piedmont in South Carolina. Sie wächst auf trockenen, felsigen Böden, sandig-kiesigen Böden und schweren Lehmböden. Das Klima ist im Allgemeinen humid.

## Nutzung
Die Früchte der Wildpflanzen werden von vielen Vogel- und anderen Tierarten gefressen. Jede einzelne Frucht hat etwa acht Kilokalorien. Für Menschen schmeckt sie „süß bis fade“. Die Früchte werden frisch gegessen oder in Pies oder Gelees verarbeitet. In einigen Gebieten werden die Früchte kommerziell gesammelt und verkauft, so im nordöstlichen Alabama und im nordwestlichen Georgia. Die Pflanze wird auch als Zierpflanze angebaut.

## Taxonomie
eFloras.org, ein Projekt des Missouri Botanical Garden, führt die folgenden Synonyme auf:
- Cyanococcus liparis Small
- Cyanococcus margarettae (Ashe) Small
- Cyanococcus pallidus (Aiton) Small
- Cyanococcus subcordatus Small
- Cyanococcus tallapusae Coville ex Small
- Cyanococcus vacillans (Kalm ex Torrey) Rydberg
- Vaccinium altomontanum Ashe
- Vaccinium corymbosum var. pallidum (Aiton) A. Gray
- Vaccinium margarettae Ashe
- Vaccinium vacillans Kalm ex Torrey
- Vaccinium vacillans var. crinitum Fernald
- Vaccinium vacillans var. missouriense Ashe
- Vaccinium viride Ashe